# 신상윤
신상윤은 대한민국의 아나운서이다. TBC 공채1기 아나운서로 입사했다. 단대부고와 한국외국어대학교를 졸업했다.

## 진행 프로그램
- 민방 네트워크 뉴스 (2017년 11월 6일 ~ 2019년 9월 30일)
- TBC 굿모닝뉴스 (2020년 3월 2일 ~ 현재)
- TBC 프로야구
- TBC클리닉 건강365
- 열린TBC

## PD 및 연출
- 공태영의 매직? 뮤직! (연출)
- 드림FM 가요퍼레이드 (연출)
- TBC 프로야구 (연출)